# Charles M. Goodman
Charles M. Goodman (26 de noviembre de 1906 - 29 de octubre de 1992) fue un arquitecto estadounidense que se hizo famoso por sus diseños modernos en los suburbios de Washington D. C. después de la Segunda Guerra Mundial. Si bien su trabajo tiene un toque regional, ignoró el aspecto de renacimiento colonial tan popular en Virginia. Goodman fue citado en el libro de la encuesta de 1968 Architecture in Virginia diciendo que su objetivo era "alejarse de la reproducción histórica directa".
Goodman, quien diseñó el Aeropuerto Nacional original en las afueras de Washington D. C. y se desempeñó como arquitecto principal del vecindario de Hollin Hills en Alexandria, Virginia, asistió al Instituto de Tecnología de Illinois. Llegó a DC en 1934 para trabajar como arquitecto diseñador en la Administración de Edificios Públicos. Más tarde se desempeñó como arquitecto jefe en el Departamento del Tesoro y del Comando de Transporte Aéreo. Tras la Segunda Guerra Mundial trabajó en estrecha colaboración con Robert C. Davenport en el diseño y planificación del sitio de la mayor parte de Hollin Hills, donde su empresa, Charles M. Goodman Associates, diseñó más de 14 modelos de casas.

## Proyectos
Otros proyectos incluyeron la Iglesia Unitaria de 1964 en Arlington (Virginia) en 4444 Arlington Blvd. Su residencia, Goodman House, fue construida en 1954 en 514 Quaker Lane en Alexandria. En Reston, diseñó un "grupo" de casas adosadas en el bosque sobre el lago Anne conocido como Hickory Cluster. Estas presentan una gran variedad de diseños e instalaciones e incluyen 2, 3 y 4 dormitorios, terrazas en la azotea, balcones, salas de juegos, estudios privados, salas familiares y salas de recreación. Tiene senderos peatonales ajardinados libres de tráfico que los conectan con a las tiendas en el Village Center, las escuelas y las instalaciones recreativas.
En Southwest Waterfront Community de Washington D. C. y justo al norte de Fort McNair entre las calles N y O y Delaware Avenue y 4th Street, SW, Goodman diseñó las casas mutuas River Park Mutual Homes, revestidas de vidrio y aluminio, que consta de dos edificios de gran altura unidos y varios grupos de casas adosadas planas y con techo de barril. Reynolds Aluminium patrocinó el desarrollo de River Park, lo que explica el uso prominente del aluminio tanto en su diseño como en su estructura.
Su desarrollo de 1949-51 en Silver Spring (Maryland) fue incluido en el Registro Nacional de Lugares Históricos en 2004 como el Distrito Histórico de Hammond Wood. Este es un vecindario pequeño e independiente con 74 casas y solo tiene una calle de entrada y salida, lo que crea un refugio aislado de casas modernistas.
Su desarrollo de 1951 en Takoma Park, Maryland, fue incluido en el Registro Nacional de Lugares Históricos en 2004 como el Distrito Histórico de Takoma Avenue. Su desarrollo de 1958-61 en Silver Spring, Maryland, fue incluido en el Registro Nacional de Lugares Históricos y es conocido como el Distrito Histórico de Rock Creek Woods. Este tipo de viviendas se construyó en 15 estados, entre ellos en Pensilvania e Indiana.
En 1957 diseñó Alcoa Care-free Home en Brighton (Nueva York) agregado al Registro Nacional de Lugares Históricos en 2010. También diseñó 21 viviendas gemelas en la sección High Point del Distrito Histórico de Virginia Heights.

## Galería

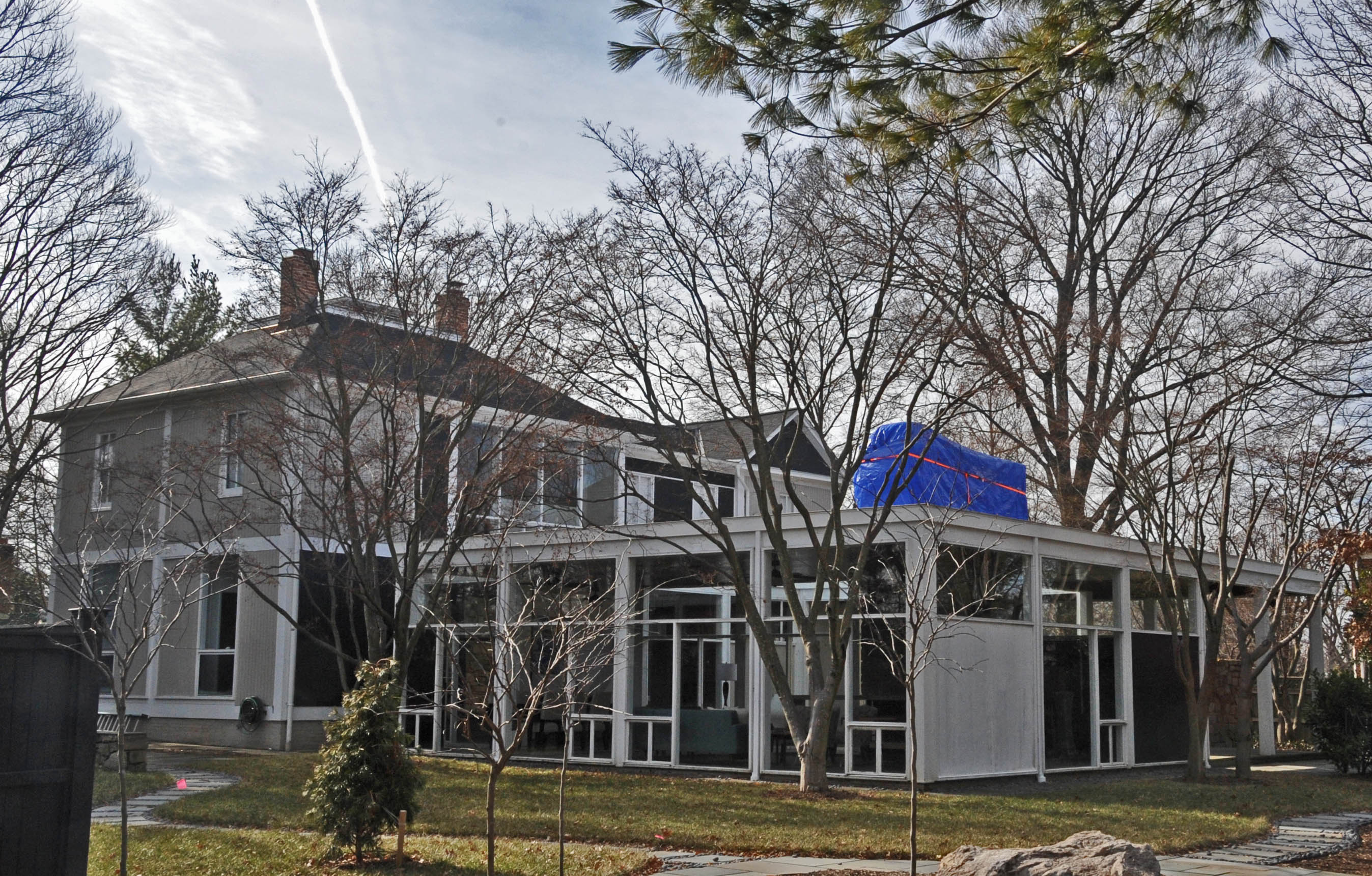
Casas Charles M. Goodman, incluida en el NRHP
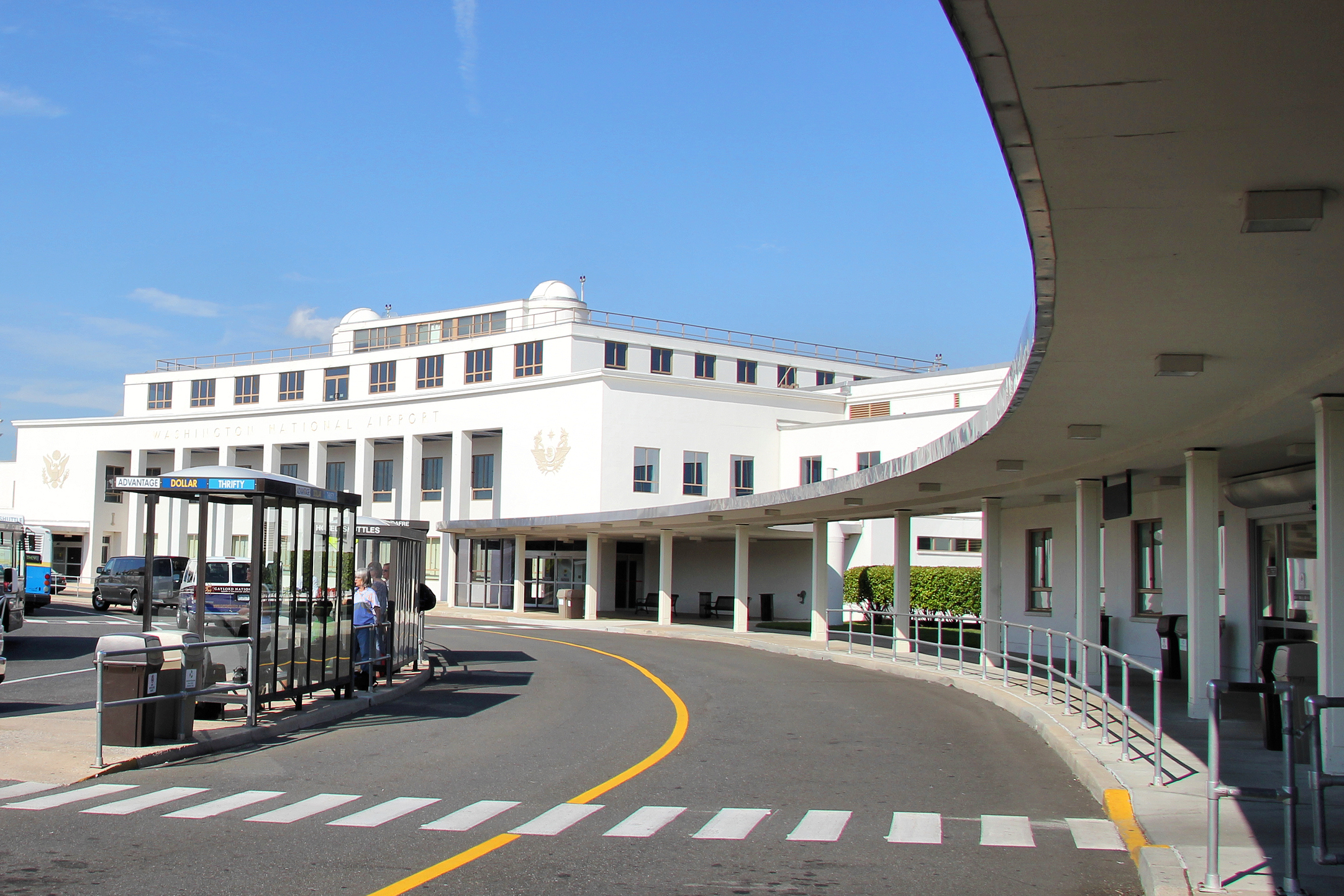
Aeropuerto Nacional Ronald Reagan
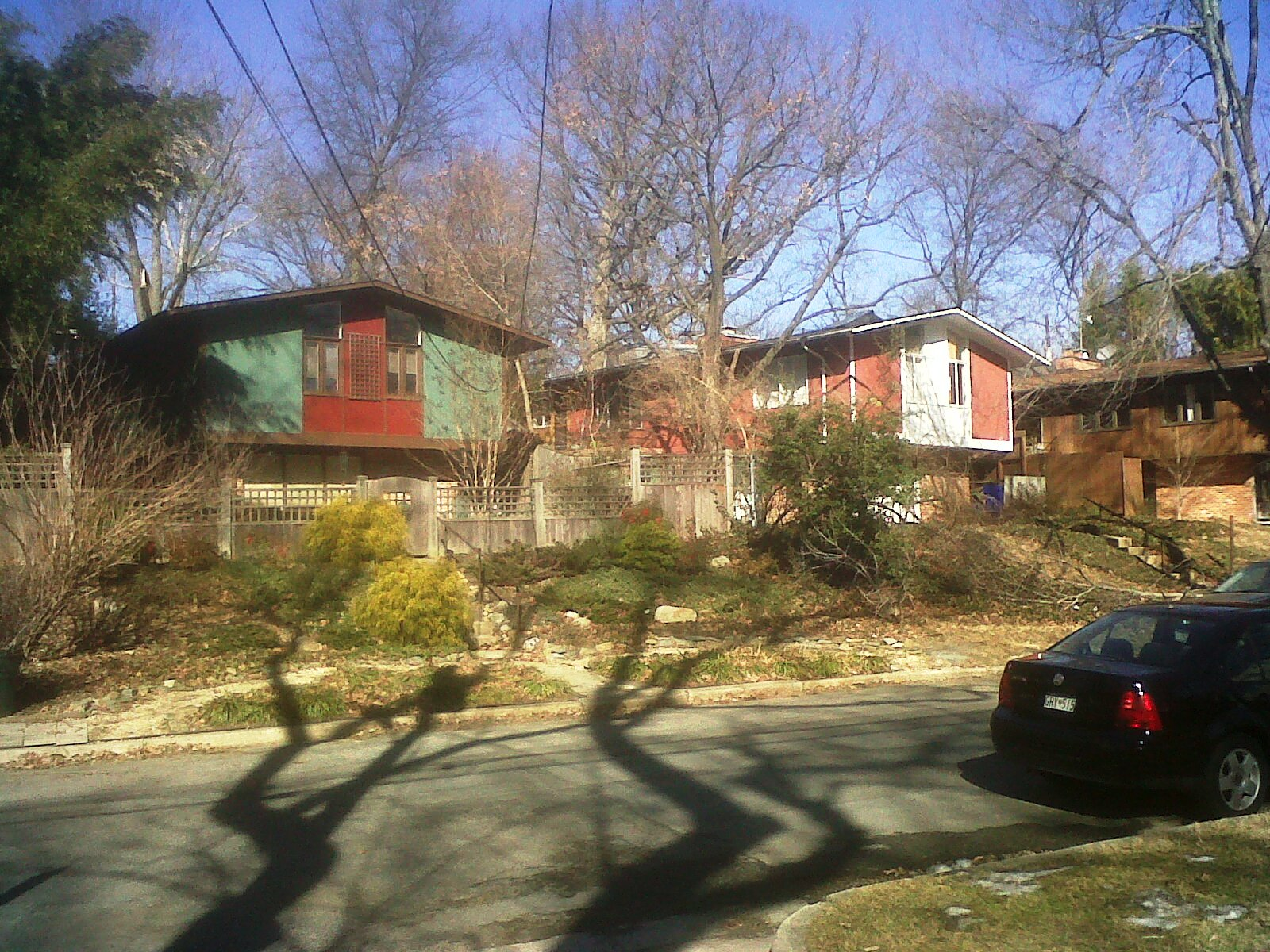
Casas en el Distrito Histórico de Takoma Avenue
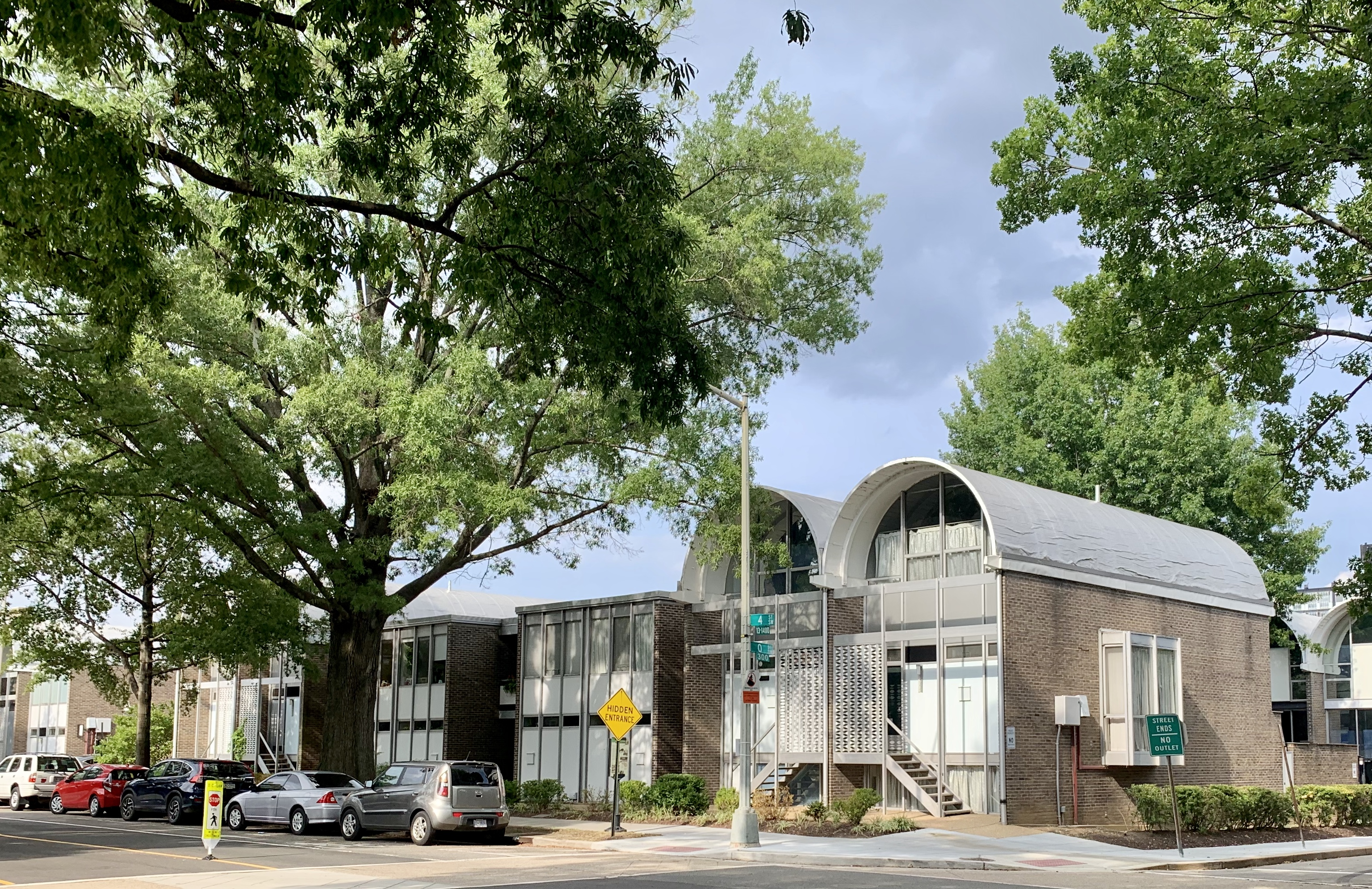
Casas adosadas con techo de barril en Southwest Waterfront de Washington D. C.
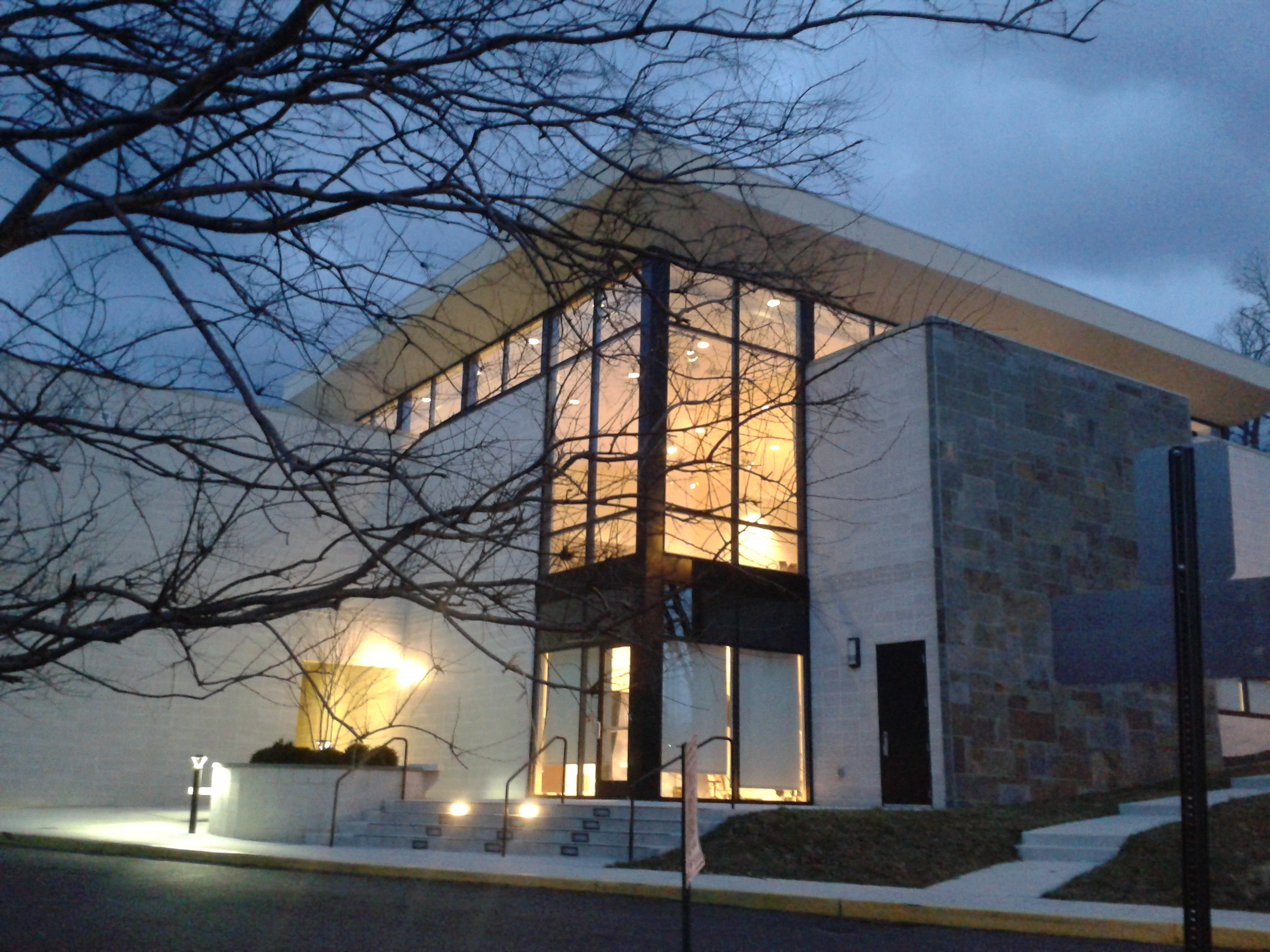
Iglesia Unitaria Universalista, incluida en el NRHP